# Ledovková kalamita v Česku (2014)

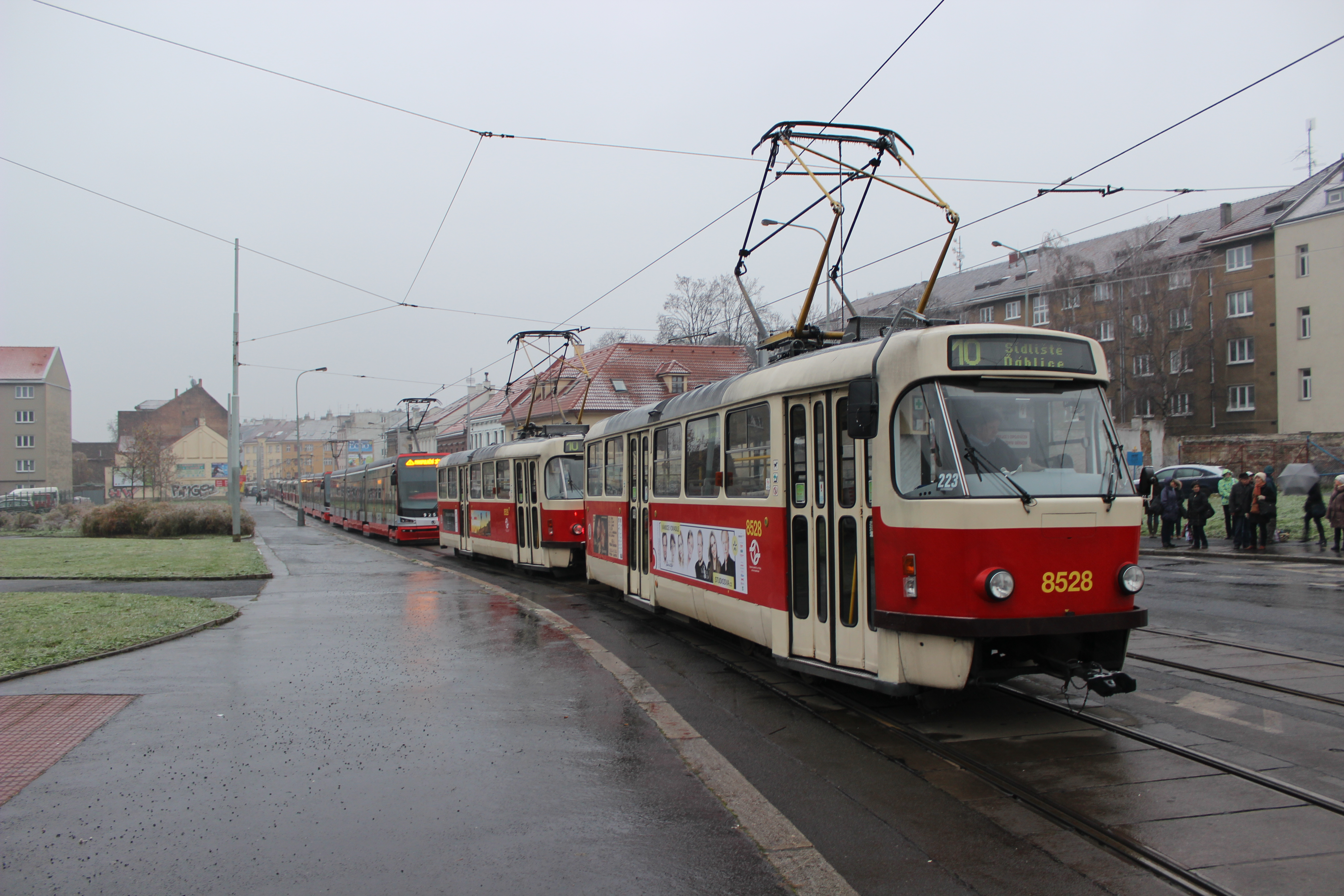
Tramvaje stojící v pražské Zenklově ulici (2. prosince)

Rozsáhlý výskyt ledovky zejména na trolejovém trakčním vedení elektrizované drážní dopravy způsobil v Česku od pondělí 1. prosince 2014 do středy 3. prosince 2014 mimořádně rozsáhlé narušení provozu železniční, tramvajové a trolejbusové dopravy. Neprůjezdnost a nehody způsobila ledovka i v silniční dopravě, docházelo k pádům a zraněním chodců, poškozením stromů a elektrických vedení atd. Mluvčí Správy železniční dopravní cesty a Dopravního podniku města Brna označili tuto kalamitu za největší tohoto druhu za posledních třicet let. V Praze byl, podle původního sdělení mluvčí DPP poprvé v historii, kvůli počasí zcela zastaven provoz tramvají (později DPP přiznal, že se tak stalo již v roce 1901).

## Meteorologický průběh a varování
Kalamitní situace vznikla v souvislosti s teplou frontou na severním okraji tlakové níže nad západním Středomořím. Ve vyšších polohách z ní pronikal do Česka teplejší vzduch a mrznoucí srážky, protože při zemi v některých oblastech mrzlo. Kalamitní situace měla být ve středu 3. prosince ukončena oteplením. Hrozilo však že by se v závěru týdne s příchodem studené fronty odhadovaným na sobotu mohla situace opakovat.
Český hydrometeorologický ústav vydal první výstrahu varující před hrozící ledovkou v neděli v 10:43 hodin. Nedělní výstrahy (další vyšla před jedenáctou večer) a pondělní výstraha z 11 hodin dopoledne se sice týkaly rozsáhlého území, ale ještě nezahrnovaly Prahu, na tu se vztahovala až pondělní výstraha z 16:07 hodin. V pondělí bylo vydáno varování pro většinu oblastí Moravy a Slezska i jižní a západní Čechy (Jihočeský kraj, Jihomoravský kraj, Karlovarský kraj, Kraj Vysočina, Moravskoslezský kraj, Olomoucký kraj, Pardubický kraj, Plzeňský kraj, Ústecký kraj, Zlínský kraj s platností do 2. prosince 18:00). V úterý v 10:56 ČMHÚ vydal varování před ledovkou o nízkém stupni nebezpečí na území celé republiky mimo Liberecký a Ústecký kraj, ovšem již jen o nízkém stupni nebezpečí, s dobou platnosti varování do středečních 18 hodin.
Z důvodu kalamity vydaly místní správní orgány, správci lesů a parků a dopravci řadu výzev, aby lidé co nejvíce omezili své cesty, aby nevstupovali do lesů a parků a nezdržovali se pod velkými stromy atd., popřípadě aby se na jízdy autem vybavili dekami, svítilnou, lopatou, sněhovými řetězy a startovacími kabely.

## Dopravní kalamita

### Silniční doprava
V pondělí ráno vznikly problémy zejména na silnicích nižších tříd na Vysočině a v Jihomoravském kraji. Na Třebíčsku se ve větší míře pod tíhou ledu lámaly větve a stromy.
Na Přerovsku, Ústecku a v Brně v pondělí odpoledne zcela zkolabovala veřejná hromadná doprava, na Přerovsku byl vyhlášen na silnicích kalamitní stav, městská hromadná doprava v Přerově zcela zastavila provoz. V řadě oblastí od Moravy až po střední Čechy docházelo ke zvýšenému počtu silničních dopravních nehod.
V Ostravě krajská policejní mluvčí hodnotila situaci dopravní nehodovosti v pondělí večer jako mimořádnou, přestože nedošlo ke smrtelným následkům.
V pondělí po 22. hodině byl neprůjezdný hlavní silniční tah z Frýdku-Místku na hranice s Polskem a Slovenskem, které byly zataraseny stojícími kamióny včetně jednoho havarovaného. Osádky automobilů trávily v koloně až 5 hodin. Zprovoznit se úsek podařilo kolem 1 hodiny po půlnoci.
Záchranná služba hlavního města Prahy zaznamenala za pondělí o 32 % výjezdů více, než je dlouhodobý průměr, počet tísňových volání byl 31 % nad průměrem. Na úrazové ambulanci v Praze na Bulovce ošetřili v pondělí až o třetinu více pacientů než obvykle, nejčastěji šlo o ošetření zápěstí a kotníků. Záchranná služba v Jihomoravském kraji hlásila za pondělí zvýšení počtu výjezdů kvůli ledovce asi o 50 % (300 místo 200).

### MHD v Brně
V Brně v pondělí odpoledne voda na zemi nenamrzala, ale vznikala námraza na trolejích, stromech či římsách. Dopravní podnik města Brna téměř zcela přerušil provoz tramvají a trolejbusů, náhradní dopravu v omezeném rozsahu zajišťovaly autobusy. V Brně několikrát došlo vlivem námrazy k vyzkratování trolejí. Pracovníci se snažili troleje zbavovat námrazy manuálně. Mluvčí brněnského dopravního podniku Linda Hailichová v pondělí odpoledne uvedla, že dispečeři takovou situaci nepamatují 30 let. Řidiči tramvají uvízli se soupravami na různých místech mnohdy na celý den, podnik pak řidiče večer svážel domů. V pondělí kolem 20. hodiny se stále nedařilo situaci zlepšovat a podnik sestavoval krizový plán na úterý, v němž se uvažovalo o úplném zastavení tramvajové dopravy a o zřízení náhradní autobusové dopravy podle modelu nočních rozjezdů. V úterý ráno byl téměř zcela přerušen provoz trolejbusů, z 12 tramvajových linek byly po šesté hodině zcela mimo provoz již jen dvě (linka 4 a 10), v celé délce trasy však jezdila pouze linka 9. Od 12:30 byl obnoven provoz v celé trase linky 12, na dalších úsecích pokračovalo odstraňování námrazy. Tramvajový uzel na Mendlově náměstí byl ještě v úterý odpoledně mimo provoz kvůli přepálené troleji. Do úterních 15 hodin se podařilo zprovoznit pouze 2 z brněnských trolejbusových linek, 34 na Žabovřesky a 36 na Komín, stejný stav byl hlášen i po 18. hodině. Ve středu během rána byly již zprovozněny všechny tramvajové linky, pouze linku 2 v úseku mezi ústředním hřbitovem a Modřicemi nahrazoval autobus. Ze 13 trolejbusových linek bylo ve středu kolem 7. hodiny v provozu pouze 5, ostatní byly zčásti nahrazovány autobusy.

### MHD v Praze

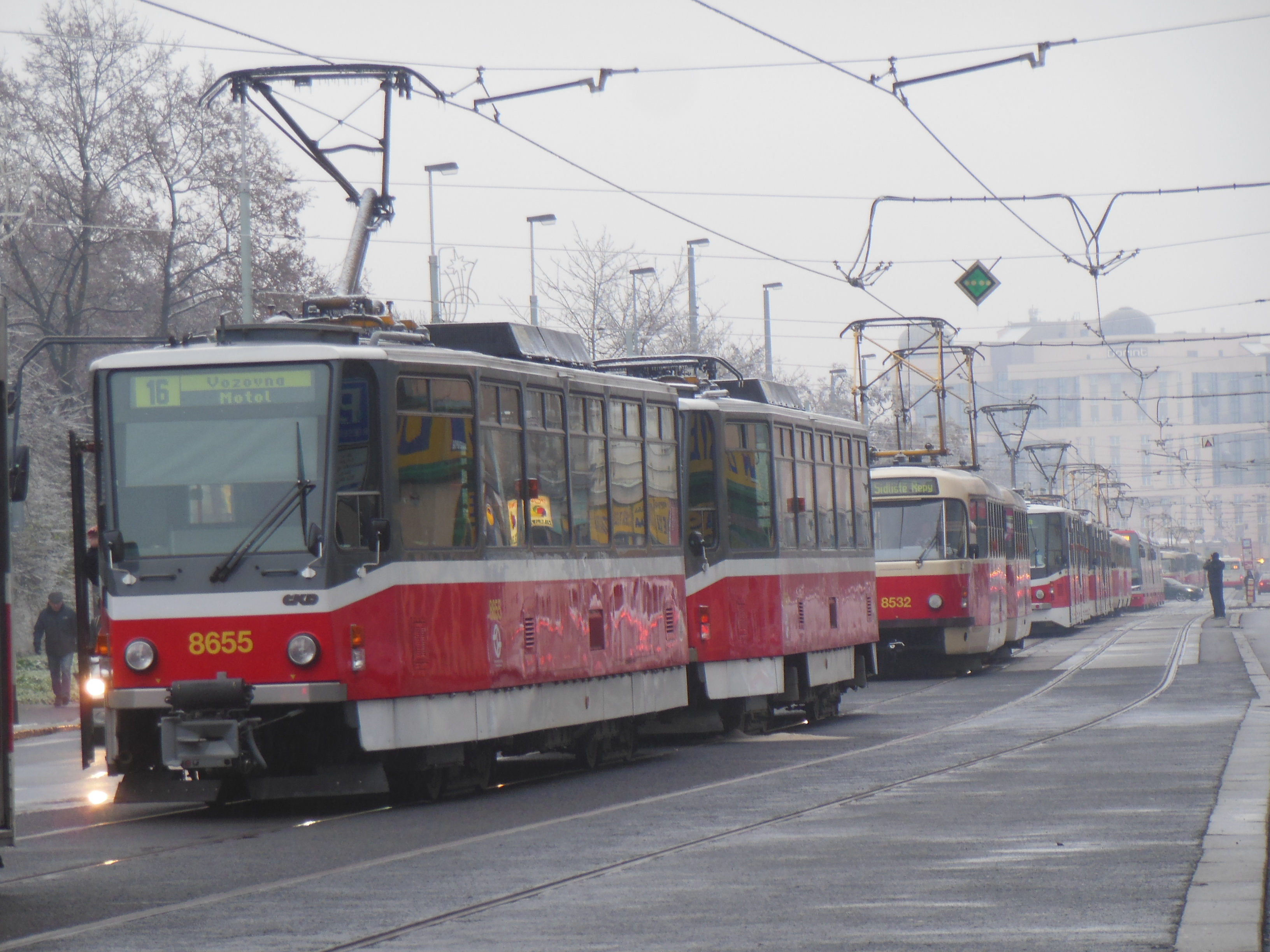
Tramvaje stojící v úterý na Vinohradské ulici podél Olšanských hřbitovů

Dopravní podnik hl. m. Prahy hlásil v pondělí před 20. hodinou přerušení provozu na 7 tramvajových linkách a zavedení náhradní autobusové dopravy v Hloubětíně, Nuslích a Holešovicích. V pondělí od 19:33 bylo evidováno přerušení provozu tramvají v úseku na Petřiny. Před 21. hodinou byl z 22 tramvajových linek na 13 přerušen provoz. Ve 22:35 ROPID oznámil, že 90 procent tramvajové sítě je mimo provoz, v noci měli pracovníci námrazu z trolejí odstraňovat. V úterý ráno tramvaje v Praze vůbec nevyjely. Na hlavních okrajových tratích byla zřízena náhradní autobusová doprava k nejbližší stanici metra na 10 zvláštních linkách s označením X, v centru města byl tramvajový provoz zrušen bez náhrady. Dopravní podnik avizoval omezení provozu a nepravidelný provoz na všech autobusových linkách z důvodu převedení části autobusů na náhradní dopravu za tramvaje. Náhradní doprava jezdila v dlouhých a nepravidelných intervalech mezi 20 minutami až 1 hodinou a autobusy byly přeplněné, informace o přerušení provozu na zastávkách zcela chyběly.
Na tratích stálo během úterý mnoho opuštěných tramvají, které tam uvízly během pondělka, podnik je postupně stahoval do vozoven, což prý v noci nebylo možné. Ještě v úterý před polednem stálo na tratích kolem 100 souprav, nikde však neblokovaly dopravu, většinou stály ve smyčkách.
O přerušení provozu tramvají a zřízení náhradní dopravy informovaly v půl desáté dopoledne v některých částech Prahy sirény s hlášením, odpoledne začaly hlásit v pravidelných intervalech od 13 hodin a po 16. hodině bylo vysílání přerušeno. Primátorka Adriana Krnáčová dopoledne před zasedáním krizového štábu uvedla, že přesný harmonogram hlášení sirénami zatím není a město je využije až podle situace. Po jednání štábu upřesnila, že sirény budou nasazeny, když to bude potřeba. Primátorka v pondělí dopoledne po jednání krizového štábu rovněž konstatovala, že informovanost (například na sociálních sítích či webu dopravního podniku nebo hlášením v metru) není zatím dostatečná. Uvedla však, že „situaci máme pod kontrolou“. Informace prý v terénu poskytovaly tři mobilní skupiny dispečerů.
Linky náhradní autobusové dopravy za kompletně přerušenou tramvajovou dopravu zajišťované asi stovkou autobusů:
- X1 Petřiny – Hradčanská – Strossmayerovo náměstí – Dělnická – Výstaviště – Strossmayerovo náměstí – Petřiny
- X3 Modřany – Karlovo náměstí
- X5 Černokostelecká – Olšanské hřbitovy
- X6 Spořilov – Albertov – Palackého náměstí – Jiráskovo náměstí – Karlovo náměstí
- X9 Řepy – Anděl
- X10 Kobylisy – Palmovka
- X11 Spojovací – Flora – Hlavní nádraží
- X12 Barrandov – Smíchovské nádraží
- X20 Divoká Šárka – Dejvická
- X22 Nádraží Hostivař – Slavia – Náměstí Míru – I. P. Pavlova
- X25 Bílá Hora – Vozovna Střešovice – Hradčanská

Mluvčí DP Aneta Řehková řekla ČTK, že v Praze dosud ještě nikdy nebyl kvůli počasí zcela zastaven provoz tramvají. Později však podnik upřesnil, že kvůli počasí nevyjely tramvaje již v roce 1901, z jiných důvodů též v roce 1920 a několikadenní kolaps zažila tramvajová doprava v květnu 1945 při Pražském povstání.
Ředitel DPP Jaroslav Ďuriš ještě v pondělí ve 13 hodin po jednání krizového štábu nedokázal říct, kdy bude provoz tramvají obnoven. Po 15. hodině byl zkušebně obnoven provoz na lince 9 v úseku mezi vozovnou Motol a vozovnou Žižkov. Po 17. hodině byla prodloužena až na jednu ze svých pravidelných konečných, na Spojovací. Kolem 18. hodiny byl obnoven provoz na lince 18, do 19. hodiny pak byl postupně obnoven provoz na linkách 3, 12, a 20 s tím, že těchto pět denních linek mělo zůstat v provozu po celou noc a zároveň byl prodloužen večerní provoz metra do 1:30 hodin. Ve středu ráno jezdilo 11 tramvajových linek (3, 4, 5, 8, 9, 12, 17, 18, 20, 22 a 26), z nich však sedm linek jen po zkrácené nebo upravené trase, kolem 7. hodiny se k nim přidaly další čtyři linky (1, 7, 10, 11). Po 7. hodině byly již v provozu linky 1, 3, 4, 5, 7, 8, 9, 10, 11, 12, 17, 18, 20, 22, 26, některé jen ve zkrácené trase, a z linek náhradních autobusů zůstávaly už v provozu pouze linka X1 Petřiny – Hradčanská – Strossmayerovo náměstí – Dělnická – Výstaviště Holešovice – Strossmayerovo náměstí – Petřiny a X3 v trase Sídliště Modřany – Nádraží Braník. Kolem jedenácté hodiny byl obnoven provoz linek 13, 14, 24 a 25, obnovení linek 2 a 6 bylo plánováno na odpoledne. Ve 14 hodin byl obnoven plný provoz všech tramvajových linek.

### MHD v Olomouci
V Olomouci kvůli námraze na trolejích byl v pondělí od 15:00 hodin tramvajový provoz zcela zastaven (on-line zpravodajství idnes.cz o tom informovalo až v úterý před 10. hodinou), v úterý ráno tramvaje vůbec nevyjely. V omezeném rozsahu byla zajištěna náhradní autobusová doprava za linky 1, 2, 4 a 7 se zhruba dvojnásobným až trojnásobným intervalem. Ještě v úterý v 17 hodin DP hlásil, že se nepodařilo obnovit provoz na žádné tramvajové lince, a oznámil, že nevyjedou ani ve středu ráno. Ve středu ráno tramvaje opět nevyjely. Kolem půl jedenácté DP oznámil, že tramvajová trať z Nové Ulice na hlavní nádraží by mohla být zprovozněna ve středu odpoledne anebo ve čtvrtek. Námraza byla z trolejí otloukána speciálním zařízením za pomoci pracovních čet z Ostravy a specializovaných firem.

### MHD v Pardubicích
Podle úterní odpolední zprávy byl omezen provoz na 8 trolejbusových linkách a nasazena náhradní autobusová doprava, posilové trolejbusové linky 4, 21 a 27 byly zrušeny bez náhrady.

### Železniční doprava

#### Pondělí
Železniční dopravci měli od pondělního odpoledne problémy zejména s provozem elektrických lokomotiv a jednotek. Situaci zmírňovali především využitím dieselových vlaků a lokomotiv. V pondělí večer docházelo k velkým problémům zejména na Moravě, narušen byl kolem 18. hodiny i provoz na koridoru Praha–Brno kvůli poruše trakčního vedení u České Třebové. Po 19. hodině došlo k přerušení provozu mezi Olomoucí a Ostravou, protože námraza na trolejovém vedení znemožnila vlakům odběr proudu. V pondělí po 21. hodině byl přerušen provoz na hlavním koridoru v úseku v úseku Kolín – Velim a na příměstských tratích směrem na Nymburk a Benešov, na dalších tratích byl provoz silně omezen. V pondělí před 22. hodinou oznámily České dráhy rozsáhlé omezení dopravy na úterý.

#### Uvízlé vlaky
Některé vlaky v pondělí večer zůstaly stát na širé trati i ve stanicích, některé bez vytápění, u jiných zůstalo vytápění funkční. Před 20. hodinou stály vlaky na řadě míst na tratích na Přerovsku, Olomoucku a u České Třebové, nově i u Kolína. Leo Expressu uvízly na trati tři soupravy a čtvrtou z Prahy již vůbec nevypravil.
Vlak IC 541 Hutník, který v pondělí v 18:11 vyjel z Prahy směrem na Kolín, zastavil na mostě u Dolních Počernic. Při druhém pokusu o rozjezd došlo kolem 21. hodiny k přepálení troleje a jejímu pádu na vlak. Poté přestalo fungovat topení, o hodinu později přestaly fungovat i vakuové záchody, poté zhasly i všechny informační displeje a cestující nedostali žádné informace ani jinak, kvůli spadlé troleji nesměli ani opouštět vlak, což však mnozí nedodrželi – muži chodili ven močit, část cestujících vlak opustila, části z nich výstup povolili hasiči. Od ČD obdrželi cestující ještě ve vlaku dárek v podobě šeku v hodnotě 30 Kč na vodu, kávu nebo čaj, který mohli uplatnit v jídelním voze. V pondělí před 23. hodinou nebo po půlnoci nebo v 1:14 hodin (údaje zdrojů se liší) byli cestující z tohoto vlaku stojícího v Praze mezi Libní a Běchovicemi evakuováni za pomoci hasičských autobusů. Cestující byli hasiči vyváděni po silně klouzajícím svahu. Z autobusů byli bez jakýchkoliv informací vysazení v Praze na hlavním nádraží.
V Olomouckém kraji zajišťovali hasiči po celou noc z pondělka na úterý teplý čaj a přikrývky lidem, kteří uvízli v netopících vlacích. Ačkoliv se psalo o až čtyřhodinových zpožděních, v Chocni stál chladnoucí vlak s cestujícími po osmé hodině ranní už jedenáctou hodinu. U Tlumačova v noci zůstalo stát několik osobních vlaků, z jednoho hasiči evakuovali 37 cestujících, protože mu docházely záložní zdroje pro vytápění, v dalším pouze zajistili lidem lahvičky s pitím a o evakuaci se nepokoušeli, protože by lidé museli jít pěšky po ledovce. Vlaky s cestujícími zůstaly stát po celou noc například ve stanicích Lipník nad Bečvou, Drahotuše a Hranice na Moravě (celkem asi 300 cestujících), ráno je objeli hasiči s pitím a lehkým občerstvením, vytápění a osvětlení u těchto vlaků fungovalo. Vlak EC Hukvady odtáhla motorová lokomotiva do Ostravy ve 2:30 v noci, po téměř 8 hodinách čekání. SuperCity Pendolino 511 stálo u Červenky od pondělního večera až do úterka, stejně jako další desítky vlaků na koridoru.
Expres Ex 144 Landek, který vyjel z Ostravy v pondělí před půl pátou odpoledne jako jeden z mála vlaků bez zpoždění, zůstal v půl šesté uvězněný na Přerovsku. Hodinu po zastavení expres zacouval do stanice Drahotuše, večer přivezli hasiči čaj a vodu, ráno sušenky a další pití. Průvodčí se nemohli kvůli přetíženým linkám nikam dovolat, a tak neměli informace. Do expresu, v němž fungovalo osvětlení a vytápění, během noci přistoupili cestující z osobního vlaku, který zůstal stát na jiné kolej a v němž topení nefungovalo. Hasiči vyprostili z vlaku 410 cestujících až v úterý dopoledne po 17 hodinách čekání. Ačkoliv vlak Landek stál přímo v zastávce Drahotuše, ke které vede silnice, a dispečer ČD o vlaku a počtu cestujících věděl, nepodnikl podle článku na webu firenet.cz dispečink ČD žádné opatření a nezabezpečil přísun potravin ani balené vody (podle jiných zdrojů hasiči lehkou stravu i vodu zajistili).
Člen představenstva Českých drah Michal Štěpán pro iDnes.cz 4. prosince 2014 uvedl, že v pondělí večer zůstalo na trati už jen minimum vlaků, naprostá většina byla odtažena do maximálně tří hodin a dispečink ČD je navíc na jednorázové výpadky velmi dobře připraven.

#### Úterý

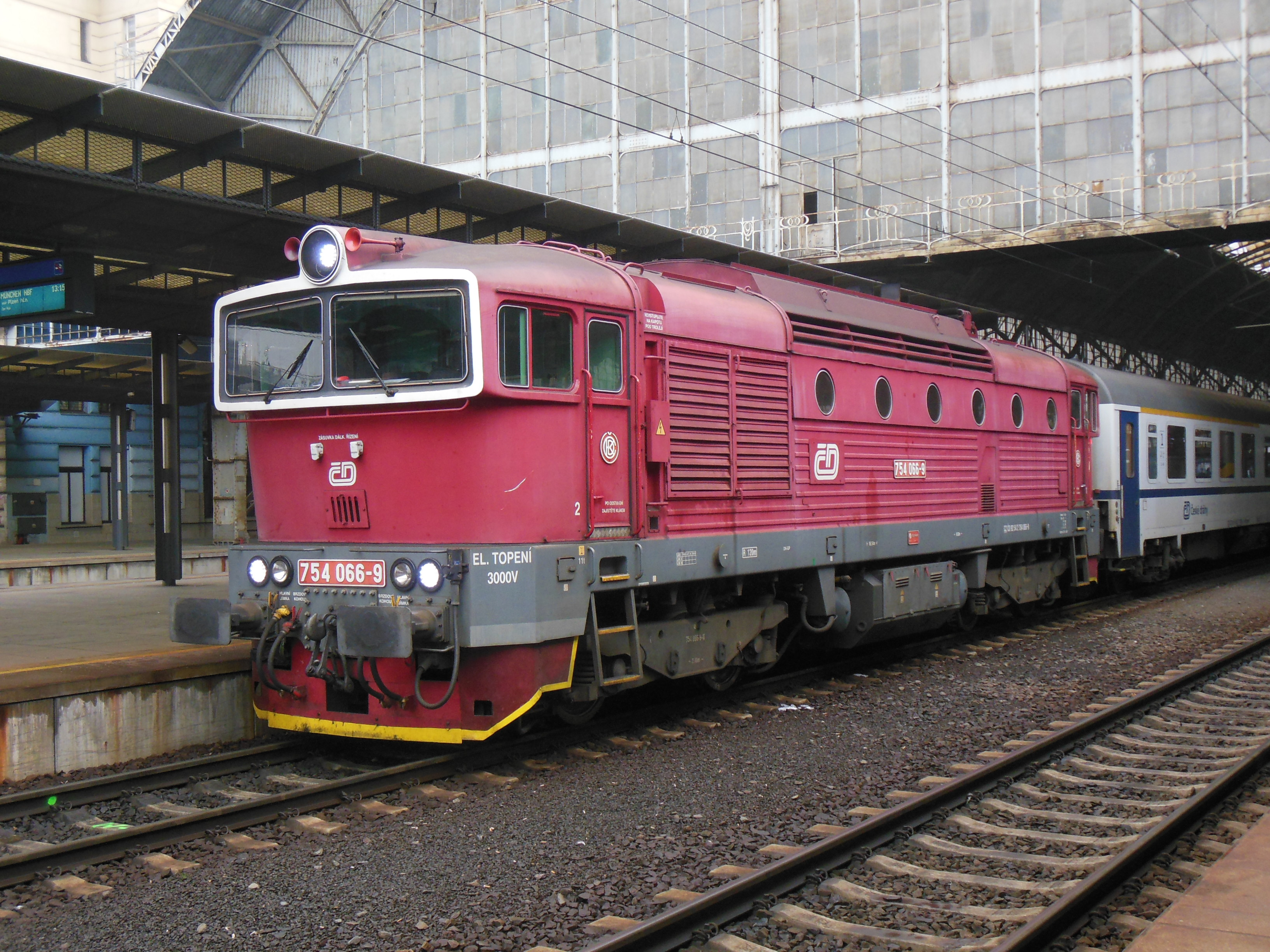
Ex 632 do Mnichova tažený dieselovou lokomotivou, Praha hlavní nádraží

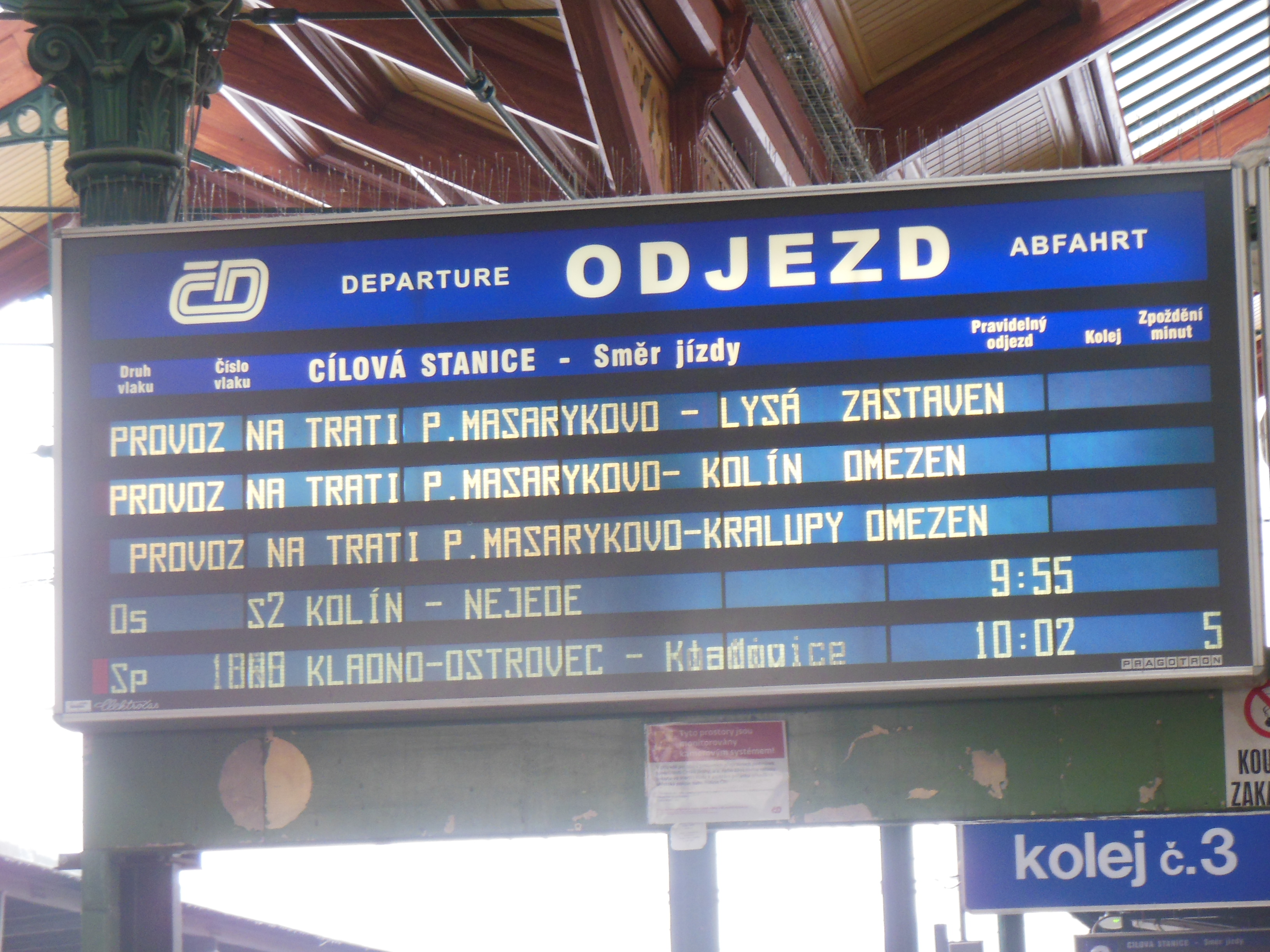
Tabule odjezdu na Masarykově nádraží v Praze

V úterý ráno byla železniční doprava v okolí Prahy na mnoha tratích zcela ochromena a neexistovala ani náhradní doprava. Na elektrifikovaných tratích byla většina vlaků odřeknuta, na zbývajících byly kapacitní elektrické jednotky nahrazeny většinou menšími motoráky. Na několika místech byl v úterý ráno přerušen železniční provoz kvůli padlým stromům, zejména na Žďársku. RegioJet si půjčil od společnosti Arriva vlaky dvouvozovou dieselovou jednotku s maximální rychlostí 100 km/h, kterou nasadil v úterý na vlak v 11:44 z Prahy do Havířova. Leo Express na úterý zrušil všechny vlakové spoje a nasadil na trať mezi Prahou a Ostravou čtyři náhradní autobusy. České dráhy pro provoz na elektrifikovaných tratích využily rezervní dieselové lokomotivy i motoráky stažené z neelektrifikovaných linek. Pro náhradní dopravu na trati do Berouna použily i již zazimovaný[zdroj?] třívozový motorák Cyklohráček, přičemž houpačka byla odstraněna, přes koberec natažen igelit a soupravu řídil sám vedoucí oprav libeňského depa Václav Konopík.
Zpoždění vzniklo i při přepravě zásilek České pošty ve vlacích mezi Prahou, Pardubicemi, Olomoucí a Ostravou. Z pondělí na úterý byly všechny tři pravidelné noční vlaky v obou směrech spojeny do jednoho a přijely až po poledni. V noci z úterý na středu již jely tyto vlaky v obou směrech rozděleny na dva, dřívější dorazily do Prahy a Ostravy již kolem páté ranní, pozdější až odpoledne.
Ve úterý po 15. hodině mluvčí SŽDC oznámil výrazné zlepšení situace na tratích v Plzeňském a Ústeckém kraji a na Ostravsku. Kolem 22. hodiny mluvčí SŽDC oznámil, že hlavní tratě se daří postupně resuscitovat, částečné omezení trvalo na trati na Plzeň, problémy byly také při výjezdu z brněnského uzlu na Olomouc, Břeclav a Ostravu.
V úterý večer Rakousko vypnulo napájení železniční tratě mezi Břeclaví a Grazem včetně stanice Břeclav. O dvě hodiny později zahájila napájení stanice Břeclav česká strana.

#### Středa
V úterý po 13. hodině České dráhy oznámily, že vzhledem k prodloužení výstrahy ČHMÚ a vydání nové výstrahy SHMÚ bude až na výjimky v noci z úterka na středu zastavena veškerá dálková večerní a noční doprava mezi Českou republikou a Slovenskem. Odpoledne ČD avizovaly zrušení noční dopravy a zásadní omezení vlakové dopravy na středu. V úterý před 23. hodinou mluvčí ČD oznámil, že omezení ve středu zůstanou na Prostějovsku, Přerovsku a střední Moravě a že v koridoru Morava – Praha je v plánu asi dvacítka souprav s dieselovými lokomotivami.
Ve středu kolem jedenácté hodiny byl obnoven pravidelný provoz na tratích z Prahy do Berouna přes Rudnou, na trati z Prahy do Benešova a na městské lince S42, po poledni České dráhy oznámily obnovení elektrického provozu na hlavní koridorové trati Praha – Pardubice – Česká Třebová – Brno a na tratích z Prahy do Berouna a dále do Plzně a dalších tratích. RegioJet ve středu kolem 9 hodin oznámil, že na trase mezi Prahou a Ostravou obnoví 5 z 9 párů spojů uvedených v jízdním řádu za pomoci dieselových lokomotiv a vlaků půjčených od jiných dopravců. Lokomotivy si RegioJet zapůjčil od dopravců Kladenská dopravní a strojní, Autodoprava Hanzalík, RM Lines a Vítkovice Doprava a kvůli jejich nižšímu výkonu snížil délku vlaků na maximálně 8 vozů, již od úterka též využíval motorovou jednotku řady 845 od Arriva vlaky.
Na některých místech měl být provoz obnoven až o víkendu, nejpozději v pondělí. Až do neděle se postupně srovnávaly turnusy jednotlivých souprav a vozů, což způsobilo koncem týdne kapacitní omezení některých vlaků, zejména pak mezi Prahou a Brnem, a mezi Ostravou a Slovenskem. Na vedlejší trať Střelice – Moravské Bránice u Brna napadaly desítky stromů, které se měly odklízet asi do pátku.

#### Hodnocení a kompenzace
Mluvčí SŽDC Jakub Ptačinský uvedl, že je to nejhorší náledí a námraza za posledních 30 let. V úterý kolem 11. hodiny České dráhy oznámily, že situace postihla více než 100 000 cestujících a byly zrušeny stovky vlaků. V úterý kolem 16. hodiny upřesnily, že od pondělního večera bylo zrušeno 500 spojů ze 7500. Celkově ledovka omezila 1200 vlaků. Počet cestujících uvězněných v pondělí večer ve vlacích byl odhadnut na 48 000, České dráhy rozdaly na 100 000 cestovních poukázek v hodnotě 100 korun a vydaly na 19 500 zpožděnek. V souvislosti s železniční kalamitou nebyla hlášena žádná zranění ani ztráty na životech. Mluvčí Českých drah Jakub Ptačinský konstatoval, že České dráhy utrpěly ohromné škody především na reputaci železnice, avšak podle něj situace byla extrémní a o moc víc se dělat nedalo.
Z 500 dieselových lokomotiv Českých drah byly pro náhradní vozbu místo elektrických využity jen asi tři desítky. Železniční aktivista Jindřich Berounský, toho času místopředseda Svazu odborářů služeb a dopravy, pro čtvrteční MF Dnes označil za nepochopitelné nestažení volných dieselových lokomotiv v noci z úterý na středu.
Leo Express svým cestujícím vrátil jízdné a navíc nabídl vyplacení kompenzace v ceně poloviny jízdného. České dráhy přislíbily odškodnění cestujících, ale zdůraznily, že jde o mimořádné a jednorázové odškodnění, protože podle výjimky z pravidel pro odškodnění v železniční dopravě v EU, kterou si Česká republika prosadila, se odškodné v České republice v případech způsobených nepříznivou povětrnostní situací nepřiznává. Poslanecká sněmovna si v úterý odpoledne na návrh ODS vyžádala od premiéra Bohuslava Sobotky informace o přístupu ČD k cestujícím, kteří uvázli ve vlacích a na nádražích kvůli ledové kalamitě. Poté České dráhy před 17. hodinou upřesnily, že cestující, kteří nastoupili jízdu 1. nebo 2. prosince a jeli vlakem, který byl kvůli ledovce zpožděn o více než 2 hodiny, mají nárok na 100Kč poukázku či kompenzaci (voucher). Cestujícím s traťovou jízdenkou nebo aplikací IN 100 má být připsáno jako kompenzace 50 věrnostních bodů do věrnostního programu ČD Body. Poukázku je možné uplatnit do 16. prosince 2014. Krom toho platila běžná pravidla pro návratky a náhrady jízdného.
České dráhy přiznaly, že na zákaznické linky se kvůli nedostatečné kapacitě nebylo možné dovolat. V reakci na tuto událost České dráhy uvedly, že do roka má být po vzoru Německých drah dobudováno velké kontaktní centrum, které by využívalo více komunikačních kanálů, například SMS, Facebook nebo Twitter. Editace zpráv má být umožněna širšímu okruhu pracovníků ČD než dosud a má být navýšena kapacita odbavení telefonních hovorů.

### Letecká doprava
Letiště Václava Havla v Praze-Ruzyni se s ledovkou vypořádalo bez omezení provozu. Poslanecká sněmovna si v úterý 2. prosince 2014 odpoledne na návrh ODS vyžádala od premiéra Bohuslava Sobotky informace, proč nedokázal odletět vojenský speciál z kbelského letiště do Afghánistánu.

## Dodávka elektrického proudu
V úterý kolem 9. hodiny ranní hlásil ČEZ, že bez dodávky proudu byly kvůli kalamitě stovky až tisíce domácností. Výraznější problémy byly na Chebsku a Karlovarsku, na severní Moravě a v okolí Olomouce i v některých místech v Pardubickém kraji. ČEZ vyhlásil kvůli poruchám způsobeným ledovkou a padajícími stromy kalamitní stav v okresech Chrudim, Svitavy a Přerov. Na jižní Moravě byly od pondělních 17 hodin a během úterka bez proudu tisíce domácností, u Telnice na Brněnsku námrazy přetrhaly vodiče vedení vysokého napětí, mimo provoz byly některé trafostanice. Námrazy někde bylo až 1 kg na metr vodiče. Ve středních Čechách byly v úterý ráno bez elektrického proudu tisíce lidí, například na Příbramsku, Kladensku, Rakovnicku, Kolínsku.